# MxPx
MxPx è un gruppo punk rock/skate punk nato nel 1992 a Bremerton, negli USA.

## Storia
La storia degli MxPx cominciò nel 1992, quando tre ragazzi di 15 anni (Mike Herrera, Yuri Ruley e Andy Husted) decisero di formare una band, i Magnifield Plaid, ispirandosi a gruppi come i NOFX, i The Descendents e altre band californiane. In realtà non amavano molto il nome del loro gruppo, che era un omaggio alla passione di Husted verso le maglie di plaid. Di conseguenza il nome fu abbreviato in M.P., ma nella scrittura manuale di Ruley i punti divennero delle x, e da allora il nome del gruppo è rimasto MxPx.
I tre attirarono l'attenzione della Tooth & Nail Records nel 1993, quando offrirono ad un suo agente una dimostrazione nel cortile della casa di Herrera (il quale si esercitò tanto per lo show da perdere la voce). Gli MxPx pubblicarono tre album sotto questa etichetta: Pokinatcha (1994), Teenage Politics (1995) e Life in General (1996). Nel 1995 il chitarrista, Andy Husted, lasciò la band per continuare il college, e fu sostituito da Tom Wisniewski, anche se continuò ad affiancare i tre come tecnico del suono durante i tour.
Nel 1997 gli MxPx si affiliarono alla A&M Records. Dopo la pubblicazione di Let It Happen (una compilation contenente del materiale registrato sotto la Tooth & Nail), il gruppo pubblicò tre nuovi album: Slowly Going the Way of the Buffalo (1998), The Ever Passing Moment (2000) e Before Everything & After (2003).
Quando la A&M Records fu acquistata dal gigante Universal, gli MxPx decisero di non rinnovare il contratto, e passarono alla SideOneDummy Records. Sotto questa etichetta hanno pubblicato Panic (2005) e la compilation Let's Rock (2006). Dopo quasi 18 anni di onorato servizio Yuri Ruley ha deciso di fare un passo indietro ed uscire dagli Mxpx. Con un breve messaggio il batterista ha spiegato come l'essere parte di un gruppo, definita una seconda famiglia, che è soprattutto una live band lo tenga lontano per troppi mesi dalla sua vera famiglia e da qui alla necessità di badare soprattutto a quest'ultima adesso.
Yuri verrà sostituito dal nuovo batterista Chris Wilson.
Nel 2012 Yuri è tornato nella band per l'anniversario (20 anni) degli MxPx.

## Formazione

### Attuale
- Mike Herrera (voce principale, tastiera, basso)
- Tom Wisniewski (chitarra, voce secondaria)
- Yuri Ruley (batteria)
- Chris Adkins (chitarra, voce secondaria)

### Ex componenti
- Andy Husted (chitarra, voce secondaria)

## Discografia

### Album in studio
- 1994 – Pokinatcha
- 1995 – Teenage Politics
- 1996 – Life in General
- 1998 – Slowly Going the Way of the Buffalo
- 2000 – The Ever Passing Moment
- 2003 – Before Everything & After
- 2005 – Panic
- 2007 – Secret Weapon
- 2012 – Plans Within Plans
- 2018 – MxPx
- 2023 – Find A Way Home

### Album dal vivo
- 1999 – At the Show
- 2017 – Left Coast Live
- 2021 – Southbound to San Antonio

### Raccolte
- 1998 – Let It Happen
- 2002 – Ten Years and Running
- 2006 – Let's Rock
- 2020 – Life in Quarantine

### EP
- 1995 – On the Cover
- 1996 – Move to Bremerton
- 2001 – The Renaissance EP
- 2004 – The AC/EP
- 2009 – On the Cover II
- 2009 – Left Coast Punk

### Apparizioni in compilation
- 1999 – A Compilation of Warped Music II
- 2005 – Atticus: ...Dragging the Lake, Vol. 3
- 2005 – Warped Tour 2005 Tour Compilation
- 2007 – Think Punk Vol. 1

## Filmografia

### DVD
- 2004 – B-Movie